# Саид-Хасан Абумуслимов
Саид-Хасан Абумуслимов е чеченски историк, писател и публицист. Той е сред лидерите на сепаратисткото движение в Чечня. В самопровъзгласилия се парламент на Чеченската република Ичкерия заема поста вицепрезидент.

## Биография
Роден е на 1 февруари 1953 г. в Казахската ССР.
През 1974 – 1975 г. учи в подготвителния курс на историческия факултет на Московския държавен университет „Ломоносов“.
През 1974 – 1981 г. е студент в Московския държавен университет.
През 1982 - 1985 г. учи в аспирантура на Стопанския факултет на Московския държавен университет (катедра по история на народното стопанство и икономически изследвания). Кандидат на икономическите науки.
През 1990 г. получава докторска степен. През 1990 – 1994 г. чете лекции в Чеченския държавен университет „Л. Н. Толстой“. Той също така участва в изготвянето на Конституцията на Чечения.
През август 1996 г. е сред подписалите Хасавюртското споразумение.
След началото на Втората чеченска война избягва в Азербейджан. Противник е на създаването на Кавказски емират, подкрепя създаването на Чеченска независима ислямска държава.
Владее чеченски, руски и немски език.

## Емиграция
След началото на втората чеченска война, от името на президента на Чечения Аслан Масхадов, като негов личен представител, той заминава за участие в Срещата на върха на ОССЕ в Истанбул с последваща политическа работа в европейските страни.
Оттогава живее в Турция, в Азербайджан, след това в Германия.
От ноември 1999 г. до март 2005 г. е комисар на CRI за разследване на престъпленията на руския великодържавен шовинизъм срещу чеченския и други кавказки народи.
Противникът на създаването на Кавказкото емирство, продължава да се застъпва за възстановяване на независима демократична чеченска държава.
Привърженик на независимостта на Северен Кавказ под формата на конфедерация.